# Stamford Transportation Center
Stamford Transportation Center (IATA: ZTF) este o gară din Stamford⁠(d), Western Connecticut Planning Region⁠(d), Connecticut, Statele Unite ale Americii. A fost deschisă în 1849.